# Градиште (Плевенська область)
Гради́ште (болг. Градище) — село в Плевенській області Болгарії. Входить до складу общини Левський.

## Населення
За даними перепису населення 2011 року у селі проживали 1194 особи.
Національний склад населення села:
| Національність   | Кількість осіб | Відсоток |
| ---------------- | -------------- | -------- |
| болгари          | 770            | 81,2%    |
| цигани           | 105            | 11,1%    |
| турки            | 69             | 7,3%     |
| Всього відповіли | 948            |          |

Розподіл населення за віком у 2011 році:
Динаміка населення: